# Federico Requejo Avedillo
Federico Requejo Avedillo (Bermillo de Sayago, 1855-Madrid, 1915) fue un político español de la Restauración borbónica, impulsor de varias obras de carácter civil en la provincia de Zamora a caballo entre finales del siglo xix y comienzos del xx.

## Biografía

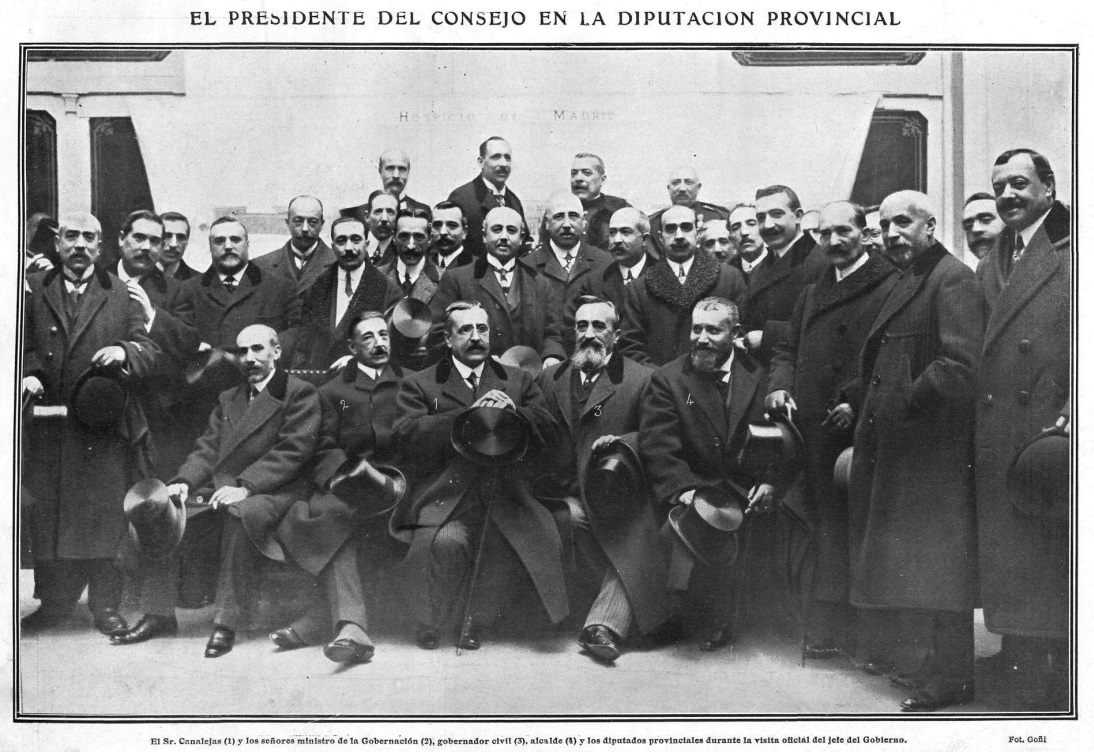
Rodeado de diputados provinciales junto a José Canalejas, José Francos Rodríguez y Fernando Merino Villarino en 1910; fotografía de Goñi.

Estudió en el colegio San Nicolás de Bari de Valladolid hasta los nueve años de edad, en que ingresó en el instituto de segunda enseñanza de su provincia natal, Zamora, en el curso 1865-66. Terminó sus estudios de Bachillerato en julio del año 1869. En septiembre del mismo año, comienza en Madrid la carrera de Ingeniería Agrónoma. En el curso 1875-76, recién licenciado y con apenas veinte años, empieza a trabajar de profesor auxiliar de la Sección de Ciencias del Instituto de Zamora. Dos años después asciende al empleo de catedrático interino de Agricultura en ese centro y en 1882 se le nombra catedrático numerario dicha asignatura.
Al mismo tiempo comienza su carrera política, como Secretario de las Juntas de Agricultura de Zamora y Valladolid, y siendo elegido como diputado a Cortes. Así, en 1893 se traslada al Instituto San Isidro de Madrid para la misma Cátedra de Agricultura. Con posterioridad, finalizará su carrera docente en el Instituto Cardenal Cisneros de la capital. Entre 1897 y 1899 fue director general de Propiedades y Derechos del Estado.
En 1901 mandó construir en la ciudad de Zamora un edificio para nueva sede del ya existente Instituto de Segunda Enseñanza, en el que él mismo estudió e impartió docencia; este centro recibió posteriormente en el año 1933 el nombre de Claudio Moyano, otro zamorano ilustre, que fue mentor de Federico Requejo en los inicios de su carrera política. Ese centro (Instituto Claudio Moyano) continúa siendo actualmente institución de referencia en la educación española.
Fue impulsor de un novedoso —para su época— puente de estructura metálica sobre el río Duero para enlazar las comarcas zamoranas de Aliste y Sayago, en el agreste paraje de los Arribes, y que recibió el nombre de Puente de Requejo tras su inauguración en 1914.
Entre sus cargos políticos está haber sido diputado a Cortes por Villalpando, Alcañices, Bermillo de Sayago, fue gobernador civil de Madrid y subsecretario de Instrucción Pública y de Hacienda y en 1914. Fue presidente del Tribunal de Cuentas, senador del Reino por derecho propio y consejero de Instrucción Pública y Bellas Artes. La influencia que posee en la política de la época hace que la prensa de la época le denomine «el amo de Zamora».

## Homenajepost-mortem

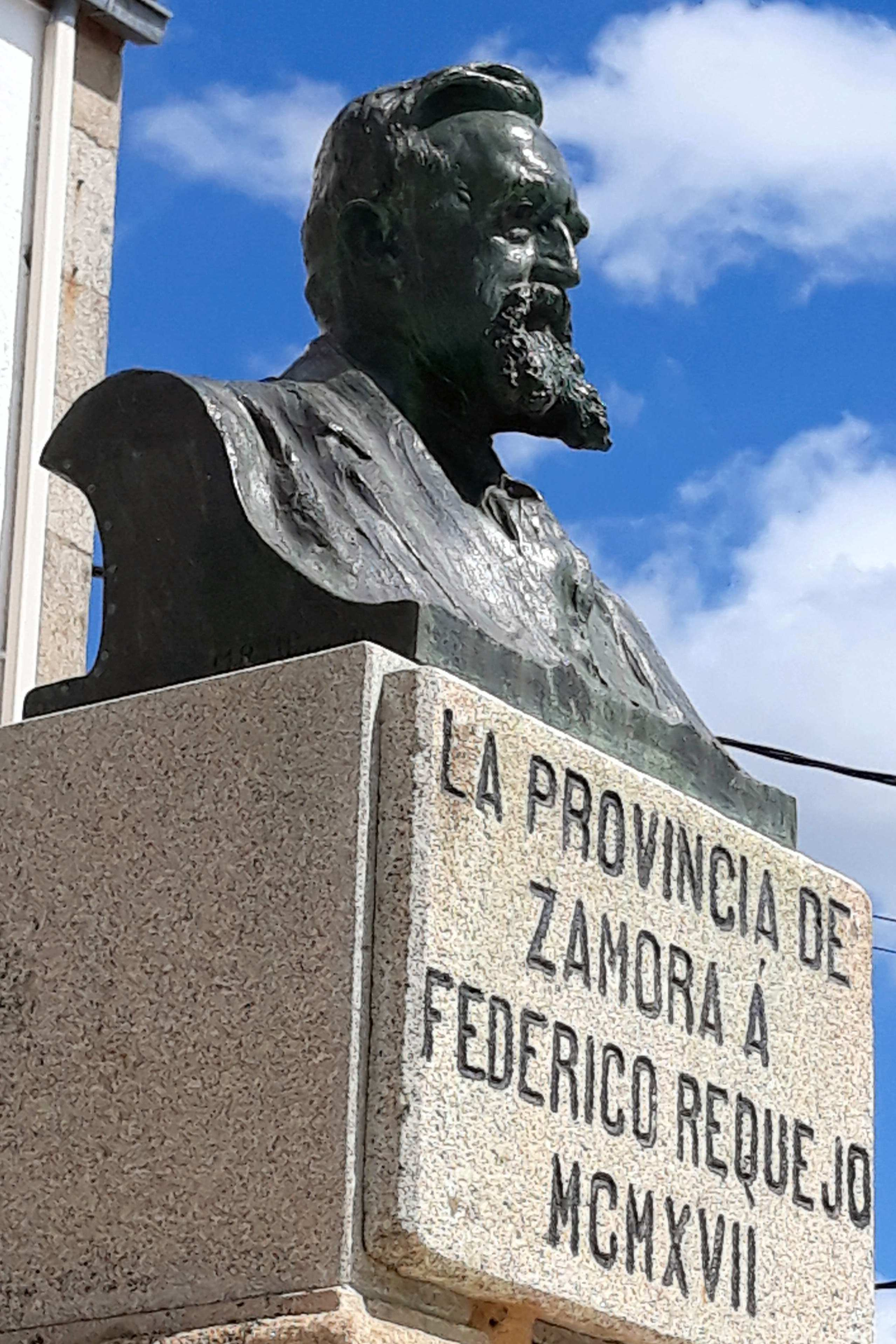
Busto de Federico Requejo, de Mariano Benlliure, en Bermillo de Sayago.

En su Bermillo de Sayago natal hay un busto de bronce, obra del escultor Mariano Benlliure, colocado justo enfrente del Ayuntamiento, en la plaza principal de la localidad. Como indica la leyenda dedicatoria, le fue dedicado a Federico Requejo por la provincia de Zamora en 1917, dos años después de su muerte.